# Svoradova jaskyňa

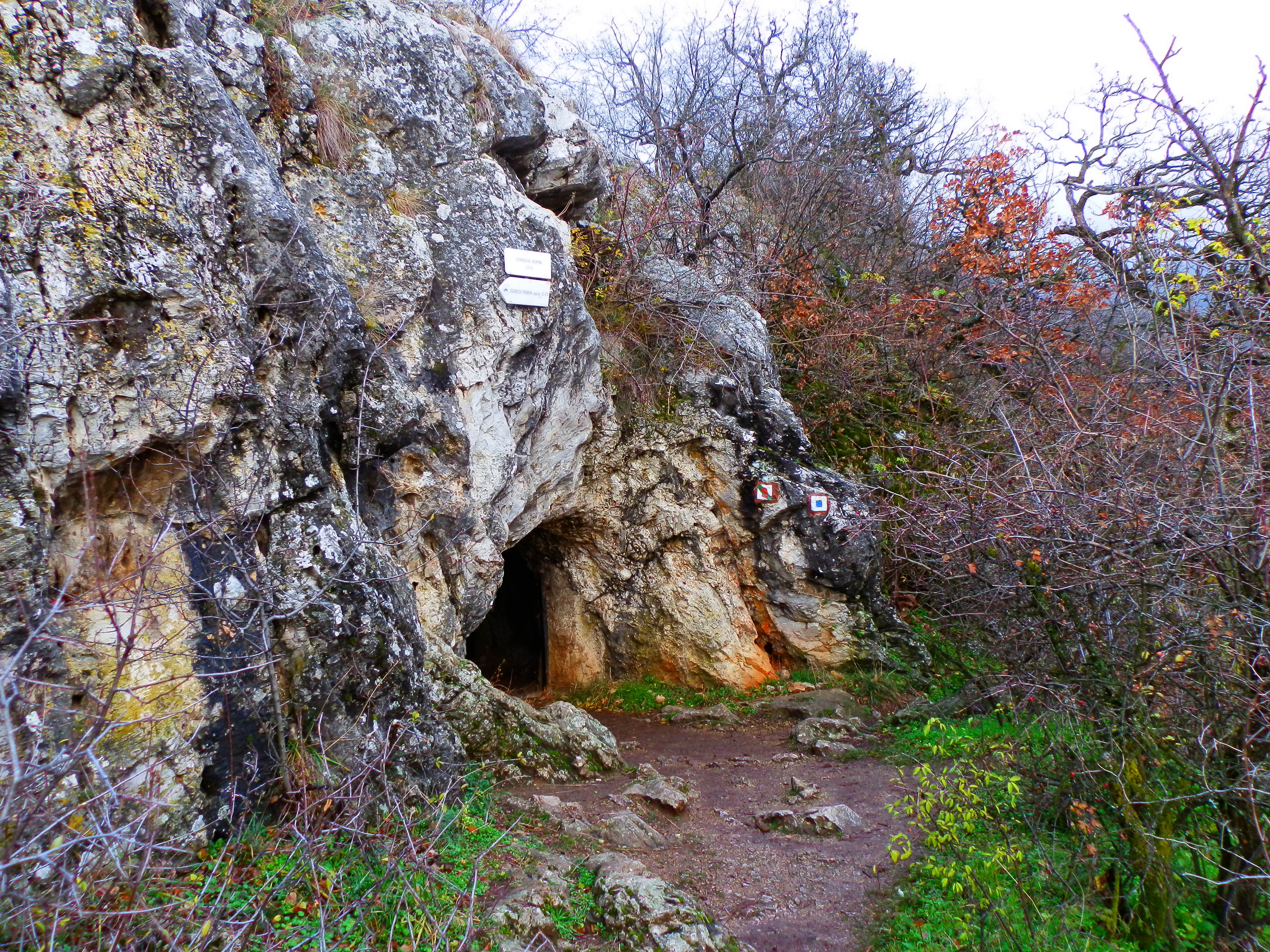
Wejście do jaskini

Svoradova jaskyňa – niewielka jaskinia krasowa w masywie szczytu Zobor na pd.-zach. skraju gór Trybecz na Słowacji. Chroniona od 1994 r. jako pomnik przyrody (słow. Prírodná pamiatka Svoradova jaskyňa), aktualnie decyzją wojewódzkiego Urzędu Środowiska Przyrodniczego w Nitrze nr 2/2008 z dnia 8 lipca 2008 r. (z mocą prawną od 15 sierpnia 2008).
Wejście do jaskini leży w pd. zboczu, na wysokości 355 m n.p.m., w granicach miasta Nitry. Jaskinia znajduje się na terenie rezerwatu przyrody Zoborská lesostep i jednocześnie w granicach Obszaru Chronionego Krajobrazu Ponitrie.
Jaskinia przedstawia typ jaskini fluwiokrasowej bez aktywnego cieku wodnego. Była znana i okresowo zasiedlana od dawna. Badania jaskini przeprowadzono w 1974 r. Zmapowane zostały wszystkie dostępne komory i korytarze. Ich łączna długość wynosi 30 m, głębokość jaskini 12 m. Wejście jest przerobione i prowadzi do komory wstępnej długiej na 6,5 m, szerokiej na 2-3,5 m i wysokiej na 2 m. W jej stropie znajduje się wysoki na 4 m pionowy komin, zwężający się w szeroką na 15 cm szczelinę. W kierunku pn. ciągnie się jedynie wąski chodnik dł. 2 m, uchodzący do mniejszej komory. Jaskinia nie posiada żadnej szaty naciekowej. 
Jaskinia nazwana została, podobnie jak położone poniżej jej wejścia źródło (słow. Svoradov prameň), od imienia pustelnika Andrzeja Świerada (słow. Andrej-Svorad), który przybył do Nitry z ziem polskich za panowania Stefana I. Wstąpił on do położonego na bocznym ramieniu góry Zobor klasztoru benedyktynów pw. św. Hipolita, a wkrótce rozpoczął żywot pustelniczy w znajdującej się powyżej niego jaskini.
W komorze wejściowej od kilku wieków znajduje się ołtarz poświęcony Świeradowi. Powyżej jaskini stoi stary, ponad 450-letni żelazny krzyż, umieszczony tu w 1932 r. Pochodzi on z wieży zburzonego nitrzańskiego kościoła farnego pw. św. Jakuba, który stał na dzisiejszym Svätoplukovom námestí.
Jaskinia jest dostępna do samodzielnego zwiedzania. W jej pobliżu przebiega niebiesko  znakowany szlak turystyczny oraz ścieżka dydaktyczna.